# Pyranka
Pyranka (ryska: Пыранка) är ett vattendrag i Belarus.   Det ligger i voblasten Hrodna voblast, i den västra delen av landet, 220 km väster om huvudstaden Minsk.
Trakten runt Pyranka består till största delen av jordbruksmark. Runt Pyranka är det ganska tätbefolkat, med 134 invånare per kvadratkilometer.